# Dioncophyllum thollonii
Dioncophyllum thollonii är en tvåhjärtbladig växtart som beskrevs av Henri Ernest Baillon. Dioncophyllum thollonii ingår i släktet Dioncophyllum och familjen Dioncophyllaceae. Inga underarter finns listade i Catalogue of Life.